# Société civile (entreprise)
Cet article concerne les statuts juridiques. Pour l'auto-organisation de la société, voir Société civile.
La société civile est un statut juridique de société permettant de mettre en commun des biens dans un but de se partager des bénéfices.

## Formes
La société civile peut prendre différentes formes, dont :
- La société civile patrimoniale, comme la Société civile immobilière (SCI) ou la Société civile de portefeuille
- La société civile agricole, comme la Société civile d'exploitation agricole (SCEA), le Groupement agricole d'exploitation en commun (GAEC) ou l'Exploitation agricole à responsabilité limitée (EARL)[2]
- La société civile regroupant des biens ou des personnes exerçant en libéral, comme la Société civile de moyens

## France
La société civile, en droit français, est un statut juridique définit par le Code civil. Elle se distingue de la société commerciale qui est défini par le Code du Commerce.